# Saint-Germain-le-Guillaume
Saint-Germain-le-Guillaume è un comune francese di 485 abitanti situato nel dipartimento della Mayenne nella regione dei Paesi della Loira.

## Società

### Evoluzione demografica
Abitanti censiti